# IEEE 802.10
IEEE 802.10은 IEEE 802 프로토콜에 기반한근거리 통신망(LAN)과 도시권 통신망(MAN)에 사용될 수 있는 보안 기능을 위한 이전 표준이다.
802.10은 접근 제어, 데이터 기밀성, 데이터 무결성뿐만 아니라 보안 연계 관리와 키 관리를 규정한다. IEEE 802.10 표준은 2004년 1월에 철회되었으며 이 워킹 그룹은 현재 비활동 상태이다. 무선 네트워크를 위한 보안은 IEEE 802.11i로 표준화되어 있다.